# Бычий сывороточный альбумин
Бычий сывороточный альбумин (сокращённо БСА, англ. Bovine Serum Albumin, BSA) — белок плазмы крови крупного рогатого скота с молекулярной массой 69 000 Да, одноцепочечный, состоящий из 583 аминокислотных остатков.

## Структура и свойства
Бычий сывороточный альбумин (БСА) — наиболее широко изученный и наиболее распространённый протеин крови (70% от общего протеинового состава). Его концентрация в плазме составляет 35-55 мг/мл.
Бычий сывороточный альбумин представляет собой глобулу в форме сплюснутого эллипсоида вращения с полуосями 17 на 42 ангстрем, состоящую из 607 аминокислотных остатков, их список и количество представлены в таблице:
| Ala 48 | Cys 35 | Asp 41 | Glu 58 |
| Phe 30 | Gly 17 | His 16 | Ile 15 |
| Lys 60 | Leu 65 | Met 5  | Asn 14 |
| Pro 28 | Gln 21 | Arg 26 | Ser 32 |
| Thr 34 | Val 38 | Trp 3  | Tyr 21 |

БСА обладает достаточно сложной пространственной структурой, образующих три домена, каждый из которых, в свою очередь подразделяется на два поддомена (A-B и C). Каждый поддомен можно разбить на 3 спирали X, Y и Z. Вторичную структуру БСА, по данным (1H NMR) на 50-68% составляют альфа спирали, 16—18 % бета складки. Третичная структура образована дисульфидными связями, которых в молекуле БСА насчитывается 17 штук (по количеству цистеиновых аминокислотных остатков). Молекулярная масса БСА = ~69 кДа.
Он является удобной моделью для изучения свойств глобулярных белков.

## Применения в лабораторной практике
Благодаря доступности исходного материала, стабильным методикам выделения, и, как результат, относительно невысокой цене и хорошей изученности свойств, бычий сывороточный альбумин широко применяется в лабораторной практике.
БСА применяется в качестве стандарта в различных методах количественного определения белков, в качестве стандарта молекулярной массы белков (маркера) в гель-хроматографии и электрофорезе белков в денатурированном состоянии (SDS-PAGE), а также как стандартный антиген при определении изменения иммунного ответа под действием иммуномодуляторов или других факторов. Также используется для стабилизации некоторых ферментов, в частности эндонуклеаз рестрикции. Предотвращает адгезию ферментов к стенкам сосуда.

## Получение
Примитивные способы:
1. «В кровяную сыворотку (кровь, лишённую фибрина) наливают воды в количестве, превышающем по объёму в двадцать раз объем сыворотки, затем глобулин осаждают, осторожно прибавляя уксусную кислоту. Дав жидкости отстояться, её фильтруют и нейтрализуют содой, выпаривают при 40° и диализом выделяют большую часть солей».
2. «Для технических целей его готовят, выпуская кровь прямо из животного в неглубокие цинковые чашки ёмкостью в несколько литров. В них её охлаждают, пока она не свернётся; нужно тщательно стараться не взбалтывать свежевыпущенную кровь, поэтому место, где производится операция, следует выбирать поблизости от животного. Когда кровь окончательно свёртывается, её переносят в такие же чаши с перфорированными днищами и режут кровяной сгусток на мелкие кусочки, чтобы дать возможность стечь сыворотке. Сыворотку собирают и выпаривают при умеренной температуре, остаток называется альбумином. Следует избегать всякого сотрясения, так как при этом разрываются красные кровяные тельца, и цвет продукта портится. Пять быков дают около 20 литров сыворотки и около 2 кг альбумина».